# Charles Marie de La Condamine
Charles Marie de La Condamine (n. 28 ianuarie 1701 la Paris - d. 13 februarie 1774 la Paris) a fost un explorator, geograf și matematician francez.

## Biografie
Inițial s-a dedicat carierei militare, dar, negăsind nicio perspectivă, se orientează către știință.
A fost membru al Academiei din Berlin, al celei din Sankt Petersburg, al Institutului de Științe din Bologna și al Royal Society.
S-a ocupat și de filozofie.

## Activitate științifică
După ce a întreprins călătorii pe coastele Africii și Asiei, depune la Paris un proiect pentru o expediție în zona ecuatorială, cu scopul de a determina anumite date în legătură cu configurația Pământului, cum ar fi lungimea meridianului și întocmirea unei hărți a regiunii Amazonului.
Proiectul este acceptat și pe 16 mai 1735, La Condamine pornește la drum către America de Sud, însoțit de Godin, Bouguer și botanistul Joseph de Jussieu.
Acolo petrece 10 ani pentru a realiza obiectivele științifice propuse.
A verificat legea atracției universale pe munții Cordilieri, apoi a continuat expediția prin Panama, Punta Palmar, Riojama, podișul Quito și s-a reîntors de-a lungul râului Amazon, realizând prima explorare științifică a acestei regiuni.
În acea zonă, în 1744 descoperă arborele de cauciuc și proprietățile sevei secretate de acesta căreia îi dă numele latex.
De asemenea, a studiat extrasul vegetal numit curara și, în 1745, printr-o notă adresată Academiei Franceze semnalează proprietățile acestuia și mai ales toxicitatea.
Expediția i-a adus o mare faimă.
În 1737 a efectuat măsurători la Roma, iar în 1752 a întreprins o nouă expediție în Peru.
Astfel, Condamine a confirmat prevederile lui Newton relativ la turtirea Pământului la poli.
În 1760, Condamine a fost lovit de o paralizie și își pierde auzul.

## Scrieri
- 1738: The distance of the tropics

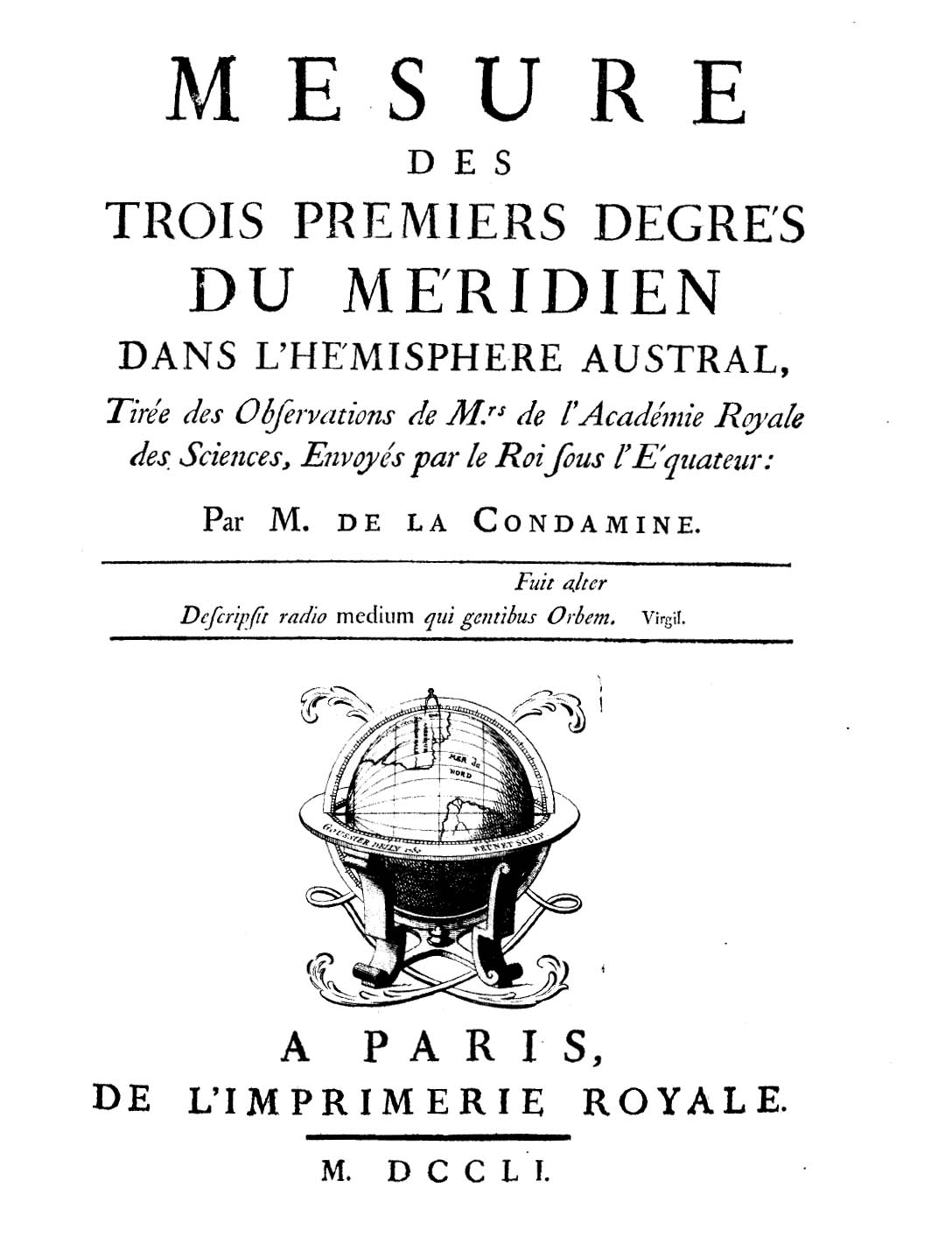
Mesure des trois premiers degrés du méridien dans l'hémisphere austral, 1751

- 1745: Rélation abrégée d'un voyage fait dans l'intérieur de l'Amérique méridionale (Paris)
- 1751: Histoire des Pyramides de Quito.